# Granada (ort i Colombia, Cundinamarca, lat 5,07, long -74,57)
Granada är en ort i Colombia.   Den ligger i departementet Cundinamarca, i den centrala delen av landet, 70 km nordväst om huvudstaden Bogotá. Granada ligger 1 584 meter över havet och antalet invånare är 1 100.
Terrängen runt Granada är kuperad åt sydväst, men åt nordost är den bergig. Granada ligger uppe på en höjd. Runt Granada är det ganska tätbefolkat, med 86 invånare per kvadratkilometer. Närmaste större samhälle är Guaduas, 3,1 km väster om Granada. I omgivningarna runt Granada växer i huvudsak städsegrön lövskog.